# 宮沢紗恵子
宮沢 紗恵子（みやざわ さえこ、1984年12月6日 - ）は日本の女優。日本大学藝術学部映画学科卒業。劇団大人計画の元研修生。大人計画の舞台作品のほか、小劇団系の作品やテレビドラマなどに出演している。

## 主な出演作品

### テレビドラマ
- 一番大切なデート my precious date（2004年、TBS）
- 一番大切な人は誰ですか? 第4話（2004年、日本テレビ）
- 相棒（テレビ朝日）
  - season3 第17話（2005年3月9日）
  - season6 第6話（2007年11月28日）
- ガンジス河でバタフライ（2007年10月、メ〜テレ=テレビ朝日）- サカイ役
- 未来講師めぐる 第5話（2008年、テレビ朝日）- 吉村先生役
- イケ麺そば屋探偵〜いいんだぜ!〜（2009年、日本テレビ）

### 映画
- この胸いっぱいの愛を（2005年、塩田明彦監督）

### 舞台
- ウーマンリブvol.8『轟天VS港カヲル』（2004年9月、サンシャイン劇場）
- 大人計画『イケニエノヒト』（2004年11月-12月、世田谷パブリックシアター）
- ナベフォトジェニック『ならず者行進曲』（2006年4月、神楽坂die pratze）
- 大人計画フェスティバル（2006年9月、旧多摩市立西落合中学校）
- ウーマンリブvol.10『ウーマンリブ先生』（2006年11月、サンシャイン劇場）
- 温泉きのこ『曙〜未亡人のトランペット〜』（2007年2月、下北沢OFF・OFFシアター）
- 大人計画『ドブの輝き』（2007年5月-6月、本多劇場）-「涙事件」
- 温泉きのこ『きのこから毛が生えたっていいじゃない!ファイナル』（2007年8月、下北沢駅前劇場）